# Grevillea berryana
Grevillea berryana là một loài thực vật có hoa trong họ Quắn hoa. Loài này được Ewart & Jean White miêu tả khoa học đầu tiên năm 1909.